# Wang Li
Wang Li, conosciuto anche come Wang Liaoyi (王了一), in origine Wang Xiangying (王祥瑛) (Contea di Bobai, 10 agosto 1900 – 3 maggio 1986) è stato un linguista, docente, traduttore e poeta cinese, considerato "il fondatore della Linguistica cinese". 
Il suo lavoro si estendeva in vari rami della linguistica cinese, tra fonologia, grammatica e lessicografia, linguistica storica e studi dialettali. Egli fu anche il fondatore del primo Dipartimento di Linguistica cinese all'Università di Tsinghua. Inoltre riportò le moderne metodologie occidentali in Cina e per tutta la sua vita si adoperò al fine di modernizzare e riformare la grammatica cinese. Le opere più famose di Wang Li includono Zhongguo Yinyunxue 中国音韵学 (Fonologia Cinese), Zhongguo Wenfa Chutan 中国文法初探 (Uno Studio Esplorativo di Grammatica Cinese) e Il Dizionario dei Caratteri del Cinese Antico di Wang Li 王力古汉语字典.

## Origini e formazione

### Formazione primaria
Wang Li nacque in una famiglia povera nella contea di Bobai, Guangxi, in Cina. Iniziò ad interessarsi alla letteratura e ai romanzi all'età di sette anni, ispirato da uno dei quattro grandi romanzi classici cinesi Il romanzo dei Tre Regni. Tuttavia, dopo aver terminato la scuola elementare all'età di 14 anni, la sua famiglia non poté più sostenere i suoi studi. Di conseguenza, Wang iniziò ad istruirsi leggendo un gran numero di libri. All'età di diciassette anni, Wang Li iniziò anche a fare da tutore a suo fratello minore Xiangrui mentre la famiglia lottava contro la povertà e non poteva fornire i soldi a Xiangrui per frequentare la scuola primaria. Il successo di Wang Li come insegnante spinse molti altri bambini della contea a studiare con lui. Passo dopo passo, Wang finì con l'istituire una scuola privata a casa sua che non adottava il metodo d'insegnamento delle altre scuole private che era basato, più che sulla comprensione, sulla memorizzazione del testo. Wang Li, al contrario, forniva una spiegazione esplicita di ogni testo analizzando a fondo le componenti sintattiche e semantiche dei testi. All'età di 21 anni, Wang fu invitato a cena a casa di uno dei suoi studenti. Trovò accidentalmente quattordici scatole di libri, che andavano dalla storia all'astronomia alla medicina, accompagnate dalle note a piè di pagina degli autori e dalle recensioni letterarie di varie opere. Wang chiese alla famiglia ospitante se potesse prenderli in prestito e loro gentilmente glieli prestarono. Con il passare degli anni, Wang considerò la scoperta delle quattordici scatole di libri un punto di svolta nella sua vita.
Nello stesso anno, fu assunto da una scuola locale per insegnare cinese agli studenti delle scuole elementari. Tre anni dopo, fu finanziato dai suoi colleghi e dal preside della scuola per continuare i suoi studi a Shanghai.

### Università
Nel 1924, Wang si iscrisse all'Università del Sud di Shanghai e successivamente all'Università della Cina. Due anni dopo, fu ammesso all'Accademia degli studi di Cinese presso l'Università Tsinghua, dove conobbe Yuen Ren Chao, Liang Qichao e Wang Guowei, grazie ai quali Wang fu influenzato ed ispirato nello studio della linguistica attraverso i loro consigli e la loro guida. Tra i trentadue studenti che entrarono all'Università Tsinghua nello stesso anno di Wang, lui fu l'unico che scelse di studiare linguistica con Chao. Wang affermò che "Mentre Liang esorta all'innovazione, Chao esalta la praticità, entrambe indispensabili per lo studio della linguistica". Wang scrisse nel poscritto del suo articolo sul tema della grammatica del cinese classico che due specifiche strutture frasali Fanzhao (反照句) e Gangmu (纲目句) sono osservabili solo in cinese e sono molto rare nella linguistica occidentale. La frase Fanzhao (反照句) si verifica quando un oggetto o una frase oggettiva sono posti all'inizio della frase e vengono sostituiti successivamente da un pronome nella frase. La frase Gangmu (纲目句) è simile alla topicalizzazione dell'inglese moderno. Dopo aver letto l'articolo, Chao suggerì a Wang di cancellare il poscritto, sostenendo che non potesse stabilire le regole grammaticali di una lingua prima di averla acquisita completamente. In seguito, Chao affermò: "È più facile rivendicare la presenza piuttosto che l'assenza di cose". Queste parole divennero il motto di Wang nella sua carriera accademica.
Nel 1926, su consiglio di Chao, Wang si recò a Parigi per approfondire i suoi studi di linguistica. Sperava di imparare dalle teorie linguistiche occidentali e di riportarle in Cina. Wang completò la sua formazione traducendo la letteratura francese in cinese e le sue opere furono ampiamente elogiate dall'editore del Commercial Press, Ye Shengtao. Quest'ultimo parlò molto bene della traduzione di Wang, sostenendo che "non posso commentare la fedeltà (all'opera originale) e l'espressività, ma non c'è dubbio che la sua traduzione sia piena di eleganza e gusto".

### Inizio carriera
Wang terminò la sua formazione in Francia cinque anni dopo, con un dottorato nello studio della fonologia di Bobai. Si concentrò per la prima volta sui dialetti nella regione di Liangguang, che comprende Guangdong e Guangxi nel sud della Cina. Basandosi sull'osservazione e intuizione in quanto parlante nativo del dialetto di Bobai, Wang ipotizzò che cuōkǒu (撮口, "bocca rotonda"), uno dei quattro modi tradizionali di classificare le sillabe finali dei dialetti del cinese mandarino, non esiste nella zona di Liangguang, poiché non esiste nel dialetto Bobai. Tuttavia, Chao sottolineò nelle sue lettere a Wang che era sbagliato per lui generalizzare eccessivamente sui modelli dialettali di una vasta area comprendente più dialetti, basandosi esclusivamente sulle caratteristiche linguistiche di un singolo dialetto. Seguendo il consiglio di Chao, Wang ridusse la sua ricerca allo studio del dialetto nella contea di Bobai.
Successivamente, Wang tornò in Cina nel 1931 e iniziò ad insegnare all'Università Tsinghua di Pechino, classificata come una delle migliori tre istituzioni accademiche in Cina. Nel tempo libero scrisse varie opere letterarie, tra cui libri sulla letteratura greca e romana e traduzioni di Nana di Émile Zola, opere teatrali di Molière e I fiori del male di Baudelaire. Wang insegnò Linguistica Generale e Fonologia cinese per due anni all'Università Tsinghua e alla luce di ciò si aspettava la cattedra che solitamente si attribuisce dopo due anni di insegnamento, ma le dozzine di traduzioni che egli fece furono la ragione per la quale non gli fu assegnata la cattedra che gli spettava. Per compensare la mancanza d'attenzione dedicata al lavoro d'insegnante, Wang si immerse nello studio della linguistica e scrisse Uno studio esplorativo sulla grammatica cinese (中国文法学初探), che gli fece guadagnare la cattedra dopo quattro anni di lezioni all'Università Tsinghua. Nel libro Wang sottolinea l'importanza di utilizzare le metodologie comparative utilizzate nella linguistica storica per confrontare le caratteristiche delle lingue occidentali con il cinese, con lo scopo di costruire un sistema indipendente di grammatica cinese. Considerava questo lavoro come un "manifesto" che indirizzò i suoi ultimi lavori e le sue ricerche sulla linguistica cinese.

### Seconda guerra sino-giapponese
Durante la seconda guerra sino-giapponese (1937-1945), Wang provvide al suo sostentamento attraverso un gran numero di pubblicazioni, comprese colonne di giornali e saggi su vari argomenti e generi. Le difficoltà della guerra non fermarono la sua ricerca in linguistica. Dalla fine della guerra, la ricerca di Wang si estese alla fonologia, morfologia, sintassi, poesia e studi dialettali, e iniziò a pianificare il futuro della linguistica cinese. Wang disse "quando la lingua cinese inizierà a prosperare, il cinese risulterà come una delle lingue straniere, alla pari dell'inglese, francese, tedesco e italiano nelle università di tutto il mondo. E quando questo accadrà, esisterà un dizionario cinese buono come l'Oxford Dictionary, o una grammatica formale di cinese che sia sviluppato tanto quanto l'Essentials of English Grammar di Jespersen?".
Durante la guerra, Wang scrisse inoltre un libro intitolato 龙 虫 并 雕 斋 琐 语 (Chiacchiere sull'intaglio di verme e drago), una raccolta di prosa e saggi che scrisse a Kunming, nel sud della Cina. Nel tradizionale artigianato cinese, la tecnica di intagliare il verme è elementare e semplice, mentre l'intaglio del drago richiede meticolosità e precisione. Wang utilizzò metaforicamente la frase "scolpire il verme" per alludere alle storie che scrisse riguardanti la vita comune, inclusi aneddoti personali e le sue riflessioni, che affiancano le altre sue illustri e famose opere "scolpire il drago". La raccolta di saggi è accademicamente meno rigida ma più profonda e riflessiva, tanto da influenzare fortemente le persone durante le difficoltà della guerra. Gli aneddoti e i saggi di Wang furono criticati da Wen Yiduo, un famoso poeta cinese, per la loro volgarità e cattivo gusto, i quali secondo Wang erano un autentico riflesso della vita delle persone. Nel saggio intitolato Salari, Wang sottolineò che la parola stipendi "薪 (legna da ardere) 水 (acqua)" si riferisce originariamente ai soldi per comprare legna da ardere e acqua ovvero i soldi necessari per il sostentamento. Al contempo, Wang criticò la misera ricompensa del duro lavoro da parte del governo cinese dicendo che con gli stipendi così bassi, 薪水 dovrebbe essere ribattezzato 茶 (tè) 水 (acqua) o 风 (vento) 水 (acqua),dal momento che la gente avrebbe potuto permettersi con quella scarsa quantità di denaro solamente il tè o il vento. Tali storie riscontrarono successo tra coloro che soffrirono durante la guerra e le persone che vissero e lavorarono negli strati più bassi della società.

## Ultimi anni di vita

### Fine carriera
Dopo la guerra, nel 1946, Wang iniziò a insegnare all'università Sun Yat-Sen nel Guangdong e fondò il primo dipartimento di linguistica tra le università cinesi. Lo stesso Wang organizzò i programmi e il contenuto per la maggior parte dei corsi. Integrò la sua ricerca all'insegnamento e utilizzò i propri studi come materiale didattico. Sosteneva che "gli studenti non dovrebbero essere istruiti attraverso i libri acquistati dall'insegnante ma attraverso i libri scritti dall'insegnante". Molti dei suoi lavori di ricerca e relativi appunti furono utilizzati come libri di testo e furono inviati direttamente per essere pubblicati subito dopo la fine dei corsi.
Una volta superato il dopoguerra, il governo cinese spostò la sua priorità dagli sforzi bellici all'incremento dei tassi di alfabetizzazione, attuati attraverso una serie di interventi di riforma linguistica. Dopo l'istituzione della Commissione statale per la riforma linguistica (1954), il numero di studenti del dipartimento di linguistica aumentò rapidamente e il dipartimento fu unito al dipartimento di cinese dell'Università di Pechino, in Cina. Da allora, Wang fu il presidente del Dipartimento di studi sulla lingua cinese presso l'Università di Pechino, e fu anche un membro del comitato consultivo dell'Accademia cinese delle scienze sociali e della Commissione statale sulla riforma linguistica. Si impegnò attivamente nell'istituzione e nella trasmissione del pinyin (il sistema di romanizzazione della pronuncia cinese mandarino) e del putonghua (mandarino standard moderno). Wang insistette sul fatto che il pinyin dovesse essere rappresentato sotto forma di alfabeto latino e che dovesse essere insegnato agli studenti nel primo anno di scuola.
Mentre si dedicava alla valorizzazione della trasmissione e del progresso della lingua cinese e la sua applicazione, Wang continuò la sua ricerca in morfologia, semantica, retorica, lessicografia e fonologia sperimentale, e sull'eredità della linguistica cinese tradizionale. Wang iniziò quindi lo studio del cinese classico, affermando che "per stare al passo con lo studio avanzato del mondo nella scienza del linguaggio, si deve eseguire un'analisi storica sui fenomeni linguistici e sui suoi modelli di sviluppo". Su richiesta del Ministero dell'Istruzione cinese, l'obiettivo era quello di ripristinare la capacità degli studenti universitari di leggere il cinese classico e promuovere la trasmissione della tradizionale letteratura cinese. Wang si fece carico del lavoro ed iniziò a compilare un libro di testo in quattro volumi 古代 漢語 Cinese antico. Al suo interno comprendeva una selezione di letteratura cinese classica con annotazioni dettagliate, lezioni sulla conoscenza di base e un glossario di parole di uso comune, consigliando come metodo di insegnamento l'unione di teoria ed uso pratico. Questo libro di testo, stampato in cinese tradizionale, è ancora utilizzato dagli studenti di lingua e letteratura cinese presso l'Università di Pechino e altri importanti dipartimenti di lingua e letteratura in Cina. Il glossario è stato il punto di partenza del 古 汉语 常用 字 字典Dizionario dei caratteri comunemente usati in cinese antico. Con Wang come caporedattore originale, questo dizionario diede prova di essere molto famoso, andando in ristampa oltre 100 volte dalla sua pubblicazione iniziale nel 1980 (revisione più recente, 5ª edizione nel 2018) ed è di gran lunga il più utilizzato (e spesso richiesto) lavoro di riferimento per il cinese classico per studenti delle scuole superiori. In quanto tale, è scritto in cinese semplificato per l'accessibilità da parte di un pubblico generale, sebbene ci siano ampie note di utilizzo per aiutare i lettori a distinguere tra varianti antiche, caratteri tongjia "dei prestiti-rebus" e forme moderne semplificate.
Nel 1957, Wang terminò la scrittura del libro Hanyu Shigao 漢語 史稿 Bozza della storia della lingua cinese. I tre volumi del libro mostrano rispettivamente lo sviluppo storico della fonologia, della grammatica e del lessico cinese e illustrano il progresso della trasformazione dal cinese classico al cinese moderno.

### Ultimi anni
La carriera accademica di Wang fu duramente ostacolata durante la Rivoluzione Culturale (1966-1976). Fu pubblicamente umiliato e condannato ai lavori forzati dal 1966 al 1971, provando enorme devastazione e depressione. Wang stipulò precedentemente un accordo con il Commercial Press per scrivere un dizionario di cinese antico. Iniziò a lavorarci, ma dopo aver scritto una cinquantina di pagine, il manoscritto fu confiscato e distrutto quando le guardie rosse fecero irruzione in casa sua. Solo quando la casa editrice Zhonghua lo invitò a redigere un dizionario nei primi anni '80 (vedi sotto) egli riavviò il lavoro. Mentre era oppresso ed imprigionato, continuò i suoi studi. Durante il giorno si metteva all'opera e rifletteva, approfondiva i testi e i materiali che memorizzava mentre di notte scriveva i suoi pensieri. Quando la Rivoluzione Culturale finì, Wang Li aveva finito di scrivere due libri sulla poesia classica cinese, il Classico della poesia e Chu Ci.
Una volta terminata la Rivoluzione Culturale nel 1976, Wang era determinato a lavorare più intensamente per compensare i sei anni persi a causa dell'agitazione politica. Fu invitato a tenere lezioni e conferenze in diverse università e rispose a lettere di richiesta di informazioni in diversi ambiti, tra cui la scrittura, l'apprendimento del Pinyin e l'acquisizione di lingue straniere. Wang raccolse una grande quantità delle sue opere all'interno di libri, tra cui I principi generali del cinese antico, La storia della fonologia cinese, e Il dizionario dei paronimi. Inoltre iniziò a revisionare anche la Bozza di storia della lingua cinese all'età di 80 anni e ampliò il suo lavoro originale Una bozza di storia della lingua cinese in Storia della fonologia cinese, Storia della sintassi cinese e Storia della lessicografia cinese.
Nel 1984, all'età di 84 anni, iniziò a comporre un dizionario per il cinese antico, scrivendo migliaia di caratteri ogni giorno, incurante delle sue condizioni di salute e della sua vista deteriorata. Per ridurre al minimo l'ostacolo causatogli dalla cataratta, acquistò molte lenti di ingrandimento, passando dall'una all'altra in modo da poter continuare a leggere e scrivere, fino a quando non fu più in grado di lavorare. Nel poscritto dell'opera, la squadra editoriale del dizionario scrisse che Wang lavorava al dizionario dalle sette alle otto ore al giorno negli ultimi anni della sua vita, completando una prefazione e poco più di quattro delle dodici sezioni del lavoro. Wang morì all'età di 86 anni per complicazioni di una malattia cerebrovascolare. Sebbene non sia stato in grado di finire di scrivere il dizionario, sei dei suoi studenti e colleghi collaborarono e terminarono il lavoro seguendo i suoi consigli e le sue istruzioni, e lo intitolarono Dizionario dei caratteri del cinese antico di Wang Li, in sua memoria con il permesso della sua vedova Xia Weixia (夏蔚霞).
La redazione completò il dizionario nel 1998 (pubblicandolo nel 2000) con la struttura ideale di un dizionario di cinese antico secondo Wang, che egli stesso delineò nella prefazione del dizionario e precedentemente in un saggio scritto negli anni '40 dal titolo "Un dizionario ideale" (理想 的 字典). In generale, il lavoro incorpora i principi della linguistica storica occidentale dai quali è anche ispirato, qualcosa che Wang sentiva mancare nei dizionari precedenti che discendevano più o meno direttamente dalle tradizioni filologiche native della Cina. Nella prefazione, Wang criticò alcune interpretazioni errate di citazioni in dizionari pubblicati in precedenza come il Cihai o Ciyuan per definizioni incompatibili con l'evoluzione storica del significato di un carattere. Oltre a dare le definizioni classiche e preclassiche originali di un carattere, fornisce anche il gruppo di rime del cinese antico e la fanqie del cinese medio, e fornisce raccolte di caratteri di origine etimologica comune, spesso, ma non necessariamente, derivati dallo stesso elemento grafico (ad esempio, 才, 財, 材 e 家, 嫁, 居). Inoltre rileva attentamente le definizioni che sono sorte nel post-classicismo durante il periodo medievale e tardo imperiale e avverte i lettori che alcune definizioni possono essere inaffidabili dal momento che compaiono solo una volta nei testi storici (vedi hapax legomenon). L'opera (pubblicata solo in cinese tradizionale) è stata subito riconosciuta come un importante punto di riferimento per gli studiosi impegnati nella ricerca linguistica o storica e si è aggiudicata il primo premio alla quarta edizione del Premio Nazionale delle Opere Lessicografiche.

## Eredità
Nel 1990, tre anni dopo la morte di Wang, si tenne a Pechino il Forum accademico Wang Li. Studiosi e linguisti di diversi paesi vennero e resero omaggio al grande linguista Wang Li. Nello stesso anno fu pubblicato il libro Wang Li Xian Sheng Ji Nian Lun Wen王力 先生 纪念 论文(Festschrift di Wang Li).

### Critica
Wang precisò nel suo libro Zhong Guo Yu Yan Xue Shi中国 语言学 史 (Storia della linguistica cinese) che in passato, gli studiosi cinesi consideravano erroneamente la filologia come linguistica ed enfatizzavano eccessivamente lo studio della letteratura anziché della lingua stessa. Sostenne fermamente l'esistenza di una differenza tra filologia e linguistica, mentre la prima si basa sull'indagine della letteratura precedente e sullo sviluppo storico di una lingua, la seconda studia la lingua stessa e genera teorie linguistiche sistematiche e scientifiche. La distinzione di Wang tra filologia e linguistica fu ampiamente messa in discussione da molti studiosi; uno fra tutti fu Xu Guozhang, un famoso linguista cinese specializzato in inglese, il quale dissentì particolarmente con Wang e affermò che un sistema linguistico sviluppato esisteva nella letteratura tradizionale cinese, come il liu shu六 書 ("sei scritture"), un sistema per classificare e analizzare strutturalmente l'origine e sviluppo di Hanzi, il carattere cinese.

### Pubblicazioni principali
- Hanyu Shigao漢語 史稿A Draft History of the Chinese Language [3 voll.] (1957; 1980, ed. Rivista, ristampa in un volume del 1996)
- Hanyu Shilüxue漢語 詩 律 學A Study of the Metrical Rules of Chinese Poetry (1958)
- Gudai Hanyu古代 漢語Ancient Chinese [4 voll.] (1962, redattore capo; 1999, 3ª edizione con Guo Xiliang come redattore capo)
- Guhanyu Changyongzi Zidian古 汉语 常用 字 字典A Dictionary of Commonly Used Characters in Ancient Chinese (1980, leader of Compilation Group; 2018, 5th ed. In Simplified Chinese) (2017, 4th ed. In Traditional Chinese)
- Tongyuan Zidian同源 字典A Dictionary of Word Families (1982)
- Wang Li Guhanyu Zidian王力 古 漢語 字典The Wang Li Character Dictionary of Ancient Chinese (2000, ideatore e leader del Compilation Group; completato postumo da studenti e colleghi)